# یونگ‌هون
کیم یونگ-هون (کره‌ای: 김영훈) همچنین با نام هنری یونگ‌هون شناخته می‌شود، خواننده و بازیگر اهل کره جنوبی است. او یکی از اعضای گروه پسرانۀ د بویز است. او در مجموعۀ انقلاب عشق (۲۰۲۰) نقش لی کیونگ-وو را بازی کرد.